# Niloofar Rahmani

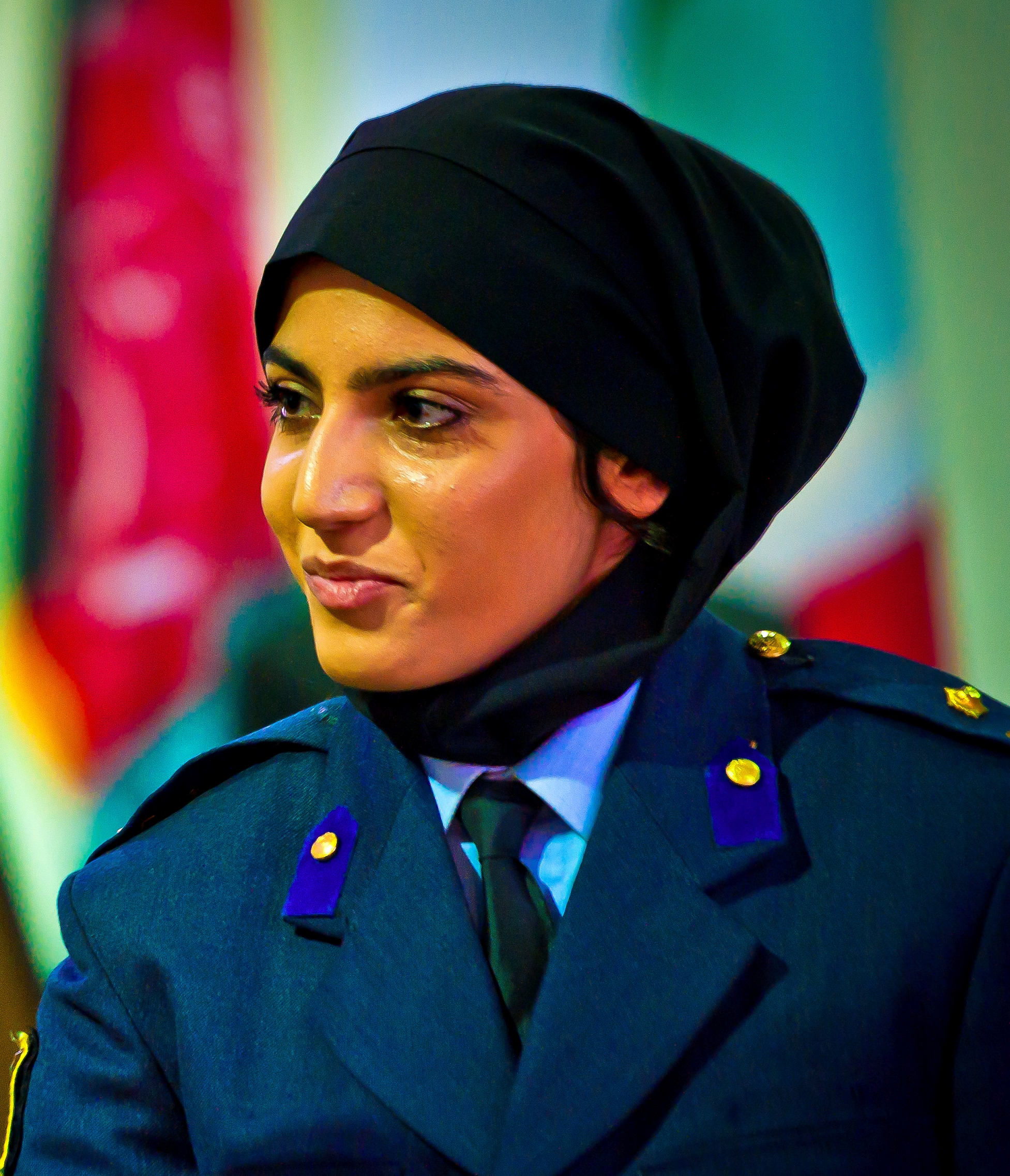
Niloofar Rahmani (2013)

Niloofar Rahmani (* frühe 1990er Jahre) ist eine afghanische Kampfpilotin. Sie ist die erste afghanische Frau, die seit dem Ende der ersten Talibanherrschaft zu einer Pilotin ausgebildet wurde. Durch zahlreiche Medienberichte über sie wurde sie zudem zeitweilig zu einer Symbolfigur für ein modernes Frauenbild in Afghanistan.

## Biografie
Rahmani gehört einer persisch sprechende Volksgruppe in Afghanistan an. Ihre Familie floh Ende der 1990er Jahre vor den Taliban von Kabul nach Pakistan. Nach dem Sturz der Taliban 2001 kehrte die Familie nach Afghanistan zurück. Rahmani wollte bereits als Kind Pilotin werden und als die afghanischen Streitkräfte sich dazu entschieden, auch Frauen zur Pilotenausbildung zuzulassen, bewarb sie sich erfolgreich. Von 2010 bis 2012 absolvierte sie das Pilotenausbildungsprogramm der afghanischen Luftwaffe in den Vereinigten Staaten und erhielt den Rang eines Second Lieutenant, später absolvierte eine weitere Ausbildung zum
Fliegen des Transportflugzeugs Cessna 208 und wurde zum Captain befördert. Von der Armee wurde sie dann primär für Transportflüge eingesetzt, unter anderem zur Beförderung hochrangiger Militärs und Politiker, die anfangs oft Einwände gegen einen weiblichen Piloten hatten.
Nachdem verstärkt in Medien über sie berichtet wurde, erhielt sie Todesdrohungen sowohl von den Taliban als auch aus ihrem eigenen erweiterten Familienkreis, in dem Verwandte ihre Berufswahl und ihr Auftreten missbilligten. Ihre Familie musste aus Sicherheitsgründen mehrmals umziehen. 2015 ging sie erneut in die USA um eine 15-monatige Ausbildung zum Fliegen der Lockheed C-130 Hercules. Dort wurde sie im selben Jahr von Michelle Obama mit dem International Women of Courage Award ausgezeichnet. Ende 2016, nach Abschluss ihrer Ausbildung, kehrte sie jedoch nicht nach Afghanistan zurück, sondern beantragte in den Vereinigten Staaten Asyl, da sie sich und ihre Familie als zu gefährdet ansah. Der Asylantrag stieß bei der afghanischen Regierung und dem afghanischen Militär auf heftige Kritik und es wurde ihr unterstellt, die Todesdrohungen erfunden zu haben und sich ihren (soldatischen) Pflichten zu entziehen.
Rahmani bekam 2018 Asyl in den USA. 2019 lebte sie mit einer Schwester in Florida und arbeitete als Übersetzerin für Texte in Persisch, Dari und Englisch.
Zusammen mit Adam Sykes veröffentlichte Rahmani 2021 ihre Autobiografie mit dem Titel Open Skies: My Life as Afghanistan's First Female Pilot.

## Publikationen
- mit Adam Sykes: Open Skies: My Life as Afghanistan's First Female Pilot. Chicago Review Press, 2021, ISBN 978-1-64160-334-8.